# Жук Вадим Вадимович
Вади́м Вади́мович Жук (нар. 15 квітня 1991, Київ) — український футболіст, захисник німецької аматорської команди «Баєрн» (Гоф).

## Біографія
Вихованець «Княжої» (Щасливе). На професійному рівні дебютував 27 лютого 2009 року за молодіжний склад ФК «Львів» у грі з дніпропетровським «Дніпром». Після вильоту клубу з прем'єр-ліги влітку 2009 року молодіжний склад заявили у другу лігу, де команда виступала під назвою «Львів-2». Там за сезон Вадим провів 19 матчів у чемпіонаті та п'ять у кубку ліги.
Узимку 2010/11 внаслідок скрутного фінансового становища «Львів» полишили багато основних гравців, тому колектив змушений був запросити до основної команди молодих футболістів, серед яких був і Жук. Перший матч за основну команду провів 20 березня 2011 року у домашній грі проти «Кримтеплиці» (Молодіжне). Всього протягом року за «левів» провів 32 матчі у першій лізі та один у кубку.
На початку 2012 року перейшов у чернігівську «Десну», разом з якою в сезоні 2012/13 виграв другу лігу і з наступного сезону знову став виступати в першій лізі. Всього провів за команду 89 матчів в чемпіонаті (1 гол) і 6 у національному кубку. Наприкінці червня 2015 року був на перегляді в новачка прем'єр-ліги «Олександрії», але відразу ж повернувся до складу «Десни», яку зрештою покинув у лютому 2016 року.
Наприкінці березня 2016 року став гравцем «Гірника» (Кривий Ріг). У червні того ж року перейшов до складу сербського «Спартака» (Суботиця).
20 липня 2022 року став гравцем німецької аматорської команди «Баєрн» (Гоф).

## Досягнення
«Десна»:
 Бронзовий призер Першої ліги України: 2017/18
 Переможець Другої ліги України: 2012/13
 Срібний призер Другої ліги України: 2011/12
 ФК «Полтава»:
 Срібний призер Першої ліги України: 2017/18